# 苏鲁克旗
苏鲁克旗，中共解放区为蒙古族设置的旧旗名，属1946年至1949年的辽西省。辖境位于今辽宁省阜新市彰武县。
“苏鲁克”（surug）来自蒙古语，原意为“群”，指畜群（本身并没有特定的何种畜群和何种制度契约的含义）。在漠南蒙古的蒙古人之间（或满、汉人与蒙古人之间），很早以来就习惯于牲畜的寄养与代养，这种代牧畜群通称“苏鲁克”，也叫“放苏鲁克”（surug talbihu）。其中代牧者为苏鲁克户，委托者为苏鲁克主人。

## 历史
1645年（清顺治二年），蒙古科尔沁部诸王公为祝贺顺治皇帝登基而进贡5000头牛和10000只羊，为安置这些牛羊，清政府决定在现今的彰武地区建立牧场，名苏鲁克牧场，也叫杨柽木牧场。1647年（顺治四年），清政府派员赴蒙古察哈爾部调遣牧民，计12个姓氏（邰、包、白、李、杨、罗、洪、吴、齐、赵、戴、宋）、16个家族、32户、236口人，1649年（顺治六年）4月到达苏鲁克牧场，落居放牧。清朝廷迁都北京后，东北的“三陵”（新宾永陵，沈阳福陵、昭陵）所需祭畜大部分仍依靠苏鲁克供应。1692年（康熙三十一年），科尔沁左翼前旗大部土地和土默特左翼旗科左前旗东部土地献由盛京礼部管理，并入苏鲁克牧场，改名为养息牧牧场。牧场东西150里，南北250里。1767年（乾隆三十二年），清政府在养息牧牧场西北设新苏鲁克牧场（今四堡子乡和库伦旗部分村屯），又从义州（义县）先后调来5姓（赵、李、白、何、黄）蒙古族牧民。1896年（光绪二十二年），养息牧牧场开禁招垦，前来垦荒的主要是汉族，也有蒙古人和满族人，牧场从此解体。1902年7月19日（光绪二十八年六月十五）设置彰武县。县衙驻地横道子，即今彰武镇。
1946年1月，按照中共辽西省委的批示，辽西省阜新地委所属的阜新县、库伦旗、彰武县均选派蒙古族青年代表参加了在兴安盟葛根庙召开的东蒙古人民代表大会。会后，彰武县参加大会的代表那钦双和尔等人向中共彰武县委书记刘异云汇报后，经中共辽西省委批准，于1946年2月23日在彰武县第五区三家子召集了有蒙古族青年知识分子和部分上层人士共20多人参加的会议，商讨了筹建苏鲁克旗等事宜。1946年3月，召开旗民代表会议，选出旗长孟和巴图，苏鲁克旗不另设机关，属县旗联合政府，县长张昌，是蒙汉族联合的民族民主统一战线的政权形式。
1946年4月，中共的辽西省阜新县、彰武县合并，设阜彰土苏联合政府，即阜新县、彰武县、土默特左旗、苏鲁克旗。1947年9月，阜、彰两县分开，设阜土（阜新县、土默特左旗）、彰苏联合政府（彰武县、苏鲁克旗）。1949年4月，根据东北行政委员会发布的新的行政区划，彰苏县旗联合政府恢复原有彰武县名。